# Olimpiada szachowa 1935
| 6. Olimpiada szachowa Warszawa 1935 |
| Odznaka za udział w olimpiadzie     |
| 1933 1937                           |

6. Olimpiada szachowa rozegrana została w Warszawie w dniach 16–31 sierpnia 1935 roku.
Na starcie stanęło 20 drużyn i 99 uczestników. Zawody rozegrano systemem kołowym na dystansie 19 rund. W każdym zespole mogło wystąpić 5 zawodników (w tym jeden rezerwowy), natomiast mecze odbywały się na 4 szachownicach. 
Medale zdobyli reprezentanci Stanów Zjednoczonych (złote), Szwecji (srebrne) oraz Polski (brązowe).
Autorem odznaki olimpijskiej był Jerzy Steifer.
Podczas olimpiady rozegrano również 5. turniej o mistrzostwo świata kobiet, w którym uczestniczyło 10 zawodniczek. Tytuł obroniła, wygrywając wszystkie 9 partii, Vera Menchik (Czechosłowacja). Drugie miejsce zajęła Regina Gerlecka (Polska), a trzecie – Gisela Harum (Austria).

## Wyniki końcowe
| Miejsce | Kraj              | Punkty |
| ------- | ----------------- | ------ |
| 1       | Stany Zjednoczone | 54     |
| 2       | Szwecja           | 52½    |
| 3       | Polska            | 52     |
| 4       | Węgry             | 51     |
| 5       | Czechosłowacja    | 49     |
| 6       | Królestwo SHS     | 45½    |
| 7       | Austria           | 43½    |
| 8       | Argentyna         | 42     |
| 9       | Łotwa             | 41     |
| 10      | Francja           | 38     |
| 11      | Estonia           | 37½    |
| 12      | Anglia            | 37     |
| 13      | Finlandia         | 35     |
| 14      | Litwa             | 34     |
| 15      | Palestyna         | 32     |
| 16      | Dania             | 31½    |
| 17      | Rumunia           | 27½    |
| 18      | Włochy            | 24     |
| 19      | Szwajcaria        | 21     |
| 20      | Irlandia          | 12     |

## Medaliści drużynowi
| Szach.         | Zawodnicy           | Punkty | Partie | Procent |
| -------------- | ------------------- | ------ | ------ | ------- |
| Medale złote   |                     |        |        |         |
| 1              | Reuben Fine         | 9      | 17     | 52,9    |
| 2              | Frank Marshall      | 7½     | 12     | 62,5    |
| 3              | Abraham Kupchik     | 10     | 14     | 71,4    |
| 4              | Arthur Dake         | 15½    | 18     | 86,1    |
| 5              | Israel Horowitz     | 12     | 15     | 80      |
| Medale srebrne |                     |        |        |         |
| 1              | Gideon Ståhlberg    | 11½    | 17     | 67,6    |
| 2              | Gösta Stoltz        | 12     | 19     | 63,2    |
| 3              | Erik Lundin         | 13½    | 19     | 71,1    |
| 4              | Gösta Danielsson    | 15     | 19     | 78,9    |
| 5              | Ernst Larsson       | ½      | 2      | 25      |
| Medale brązowe |                     |        |        |         |
| 1              | Ksawery Tartakower  | 11½    | 17     | 67,6    |
| 2              | Paulin Frydman      | 11½    | 16     | 71,9    |
| 3              | Mieczysław Najdorf  | 12     | 17     | 70,6    |
| 4              | Henryk Friedman     | 7½     | 12     | 62,5    |
| 5              | Kazimierz Makarczyk | 9½     | 14     | 67,9    |

## Najlepsze wyniki indywidualne
Kryterium – procent zdobytych punktów.
| Miejsce       | Zawodnicy          | Punkty | Partie | Procent |
| ------------- | ------------------ | ------ | ------ | ------- |
| Szachownica 1 |                    |        |        |         |
| 1             | Salomon Flohr      | 13     | 17     | 76,5    |
| 2             | Aleksandr Alechin  | 12     | 17     | 70,6    |
| 3             | Ksawery Tartakower | 11½    | 17     | 67,6    |
| 3             | Gideon Ståhlberg   | 11½    | 17     | 67,6    |
| Szachownica 2 |                    |        |        |         |
| 1             | Andor Lilienthal   | 15     | 19     | 78,9    |
| 2             | Paulin Frydman     | 11½    | 16     | 71,9    |
| 3             | Gösta Stoltz       | 12     | 19     | 63,2    |
| 3             | Jacobo Bolbochán   | 12     | 19     | 63,2    |
| Szachownica 3 |                    |        |        |         |
| 1             | Erich Eliskases    | 15     | 19     | 78,9    |
| 2             | Kornél Havasi      | 8      | 11     | 72,7    |
| 3             | Abraham Kupchik    | 10     | 14     | 71,4    |
| Szachownica 4 |                    |        |        |         |
| 1             | Arthur Dake        | 15½    | 18     | 86,1    |
| 2             | Gösta Danielsson   | 15     | 19     | 78,9    |
| 3             | Petar Trifunović   | 12½    | 16     | 78,1    |
| Szachownica 5 |                    |        |        |         |
| 1             | Israel Horowitz    | 12     | 15     | 80      |
| 2             | Jiří Pelikán       | 10½    | 15     | 70      |
| 3             | Markas Luckis      | 11     | 16     | 68,8    |